# Perrette Souplex
Pour les articles homonymes, voir Guillermain et Souplex.
Perrette Guillermain, dite Perrette Souplex, est une actrice française née le 22 avril 1930 dans le 12e arrondissement de Paris et morte le 19 mai 2024 dans le 18e arrondissement de la même ville. Elle est la fille de l'acteur Raymond Souplex.

## Biographie
Ancienne élève du Conservatoire national supérieur d'art dramatique, Perrette Souplex est la fille de l'acteur Raymond Souplex (Raymond Guillermain).
Au début des années 1960, elle fait partie du trio Les Filles à papa formé avec Suzanne Gabriello (fille d'André Gabriello) et Françoise Dorin (fille de René Dorin).
En 1995, elle joue le rôle de Perrette Bourrel, fille du commissaire Bourrel interprété par son propre père Raymond Souplex, dans l'un des épisodes de la série Les Cinq Dernières Minutes avec Pierre Santini .
Elle a une fille, Isabelle, née en 1952, et trois petits-enfants, Virginie, Julia, Raphaël.
Elle meurt le 19 mai 2024 dans le 18e arrondissement de Paris, à l'âge de 94 ans. Incinérée, ses cendres sont déposées dans le caveau familial au cimetière de Gentilly.

## Théâtre
- 1949 : Le Bouillant Achille de Paul Nivoix, mise en scène Robert Dhéry, théâtre des Variétés
- 1956 : L'Ombre de Julien Green, mise en scène Jean Meyer, théâtre Antoine
- 1973 : La Purée de Jean-Claude Eger, mise en scène Robert Manuel, théâtre des Nouveautés puis théâtre Fontaine
- 1973 : Nid d'embrouilles de Claude Magnier, mise en scène François Guérin, théâtre des Nouveautés
- 1980 : Ta bouche, opérette d’Yves Mirande, lyrics d'Albert Willemetz, musique de Maurice Yvain, mise en scène Jacques Mauclair, théâtre Antoine
- 1984 : Horace de Corneille, mise en scène Jean-Paul Zehnacker
- 2010 : Le Gang des seniors de Bruno Druart, mise en scène de Thierry Lavat

## Filmographie

### Cinéma
- 1948 : Cité de l'espérance de Jean Stelli
- 1948 : Manon d'Henri-Georges Clouzot
- 1948 : Une fois dans la vie, court métrage d'Hugues Nonn
- 1950 : Zone frontière de Jean Gourguet : Lucienne
- 1951 : Trafic sur les dunes de Jean Gourguet
- 1951 : Andalousie de Robert Vernay : Pilar
- 1951 : El sueño de Andalucia de Luis Lucia Mingarro - version espagnole du film précédent : Pilar
- 1951 : Paris chante toujours de Pierre Montazel : dans son propre rôle
- 1955 : Les Carottes sont cuites de Robert Vernay : une mère des jeunes enfants
- 1955 : Soupçons ou la Pavane des poisons de Pierre Billon
- 1974 : Le Pied ! de Pierre Unia
- 1975 : Les Petits Dessous des grands ensembles de Christian Chevreuse
- 1977 : Si vous n'aimez pas ça, n'en dégoûtez pas les autres de Raymond Lewin
- 1981 : Comment draguer toutes les filles de Michel Vocoret
- 1981 : Quand tu seras débloqué, fais-moi signe ! ou Les Babas Cool  de François Leterrier : Mme Ravanel
- 1981 : La Soupe aux choux de Jean Girault : Aimée, la patronne de l'hôtel de France
- 1984 : Pinot simple flic de Gérard Jugnot : l'éditrice de revues pornographiques
- 1984 : La Smala de Jean-Loup Hubert : Mémère dans le train
- 2010 : Les Amours imaginaires de Xavier Dolan : la coiffeuse
- 2010 : Fatal de Michaël Youn : la femme à l’hôpital
- 2012 : Laurence Anyways de Xavier Dolan : Tatie Rose
- 2017 : De plus belle d'Anne-Gaëlle Daval : Salomé, la grand-mère de Clovis
- 2017 : Ôtez-moi d'un doute de Carine Tardieu : la réceptionniste de l'hôtel

### Télévision
- 1973 : Au théâtre ce soir : La Purée de Jean-Claude Eger, mise en scène Robert Manuel, réalisation Georges Folgoas, théâtre Marigny
- 1984 : Les Enquêtes du commissaire Maigret, épisode : L'Ami d'enfance de Maigret de Stéphane Bertin
- 1984 : Messieurs les jurés, épisode : L'Affaire Lamontgie de Denise Fouillet
- 1986 : Félicien Grevèche
- 1986 : Médecins de nuit de Jean-Pierre Prévost, épisode : Marie-Charlotte (série télévisée)
- 1996 : Les Cinq Dernières Minutes, épisode Dernier cri
- 1999 : Le Polock
- 2007 : Juste pour rire !